# Трюббах
Трюббах (нім. Trübbach) — селище в складі швейцарської громади Вартау, кантон Санкт-Галлен.
Назва селища дослівно перекладається як «каламутний струмок».
В селі мешкає приблизно 1500 жителів; лежить на висоті 479 м над рівнем моря.
Рейн і гора Ґонцен оточують селище. Його стара частина лежить безпосередньо на Рейні. Неподалік знаходиться кордон з князівством Ліхтенштейн.
Найвідоміша мешканка селища — колишня тенісна лідерка Мартіна Хінгіс.

## Історія
Тут є ряд слідів мезоліту, неоліту та бронзової доби, а також сліди ранньосередньовічного маєтку. Назва Вартау походить від назви замку Вартау, побудованого в 1225 році (з видом на Гречінс). Центр середньовічного маєтку знаходився в Гречінсі, а церква вперше згадується в 1273 році.
У 1399 році графство Вартау перейшло до графів Верденберг-Гайлігенберг, у 1485 році — до Люцерна, а у 1517 році — до Гларуса. У 14 столітті верхні частини території сучасного муніципалітету (Матуг, Вальзерберг, Пальфріс) були заселені Вальзерами. З 1483 до 1798 року верховне правосуддя здійснював графство Зарганс. У середньовіччі між Трюббахом і Бальцерсом існувала поромна переправа через Рейн. Швейцарська конфедерація побудувала дорогу вздовж Рейну до Зарганса в 1491/2 роках.
Церква в Гречінсі була присвячена Святому Мартіну в 1494 році, але парафія прийняла швейцарську Реформацію ще в 1520-х роках. Спроби відновити католицьку месу в 1694/4 році призвели до «Вартауського конфлікту» (Wartauerhandel), який ледь не спровокував більшу релігійну війну в Швейцарській Конфедерації. Друга церква була побудована в Ацмоосі у 1736 році.
Муніципальний герб засвідчений на вітражі, датованому 1632 роком. На ньому зображено виноградну лозу під золотою зіркою в червоному полі (на червоному полі золотий пеньок, що відходить від купола, а на ньому срібна кефаль). У 1939 році був розроблений не пов'язаний з ним міський герб, на якому були зображені руїни замку. У 1970-х роках його замінили на історичний герб.
У 1802 році була проголошена недовговічна «Республіка Вартау», перш ніж сучасна муніципалітет був сформований як частина швейцарського кантону Санкт-Галлен у 1803 році. Вальзерівське населення, яке тепер опинилося на території муніципалітету, було натуралізовано лише у 1827 році під тиском кантональної влади. Залізничні станції у Трюббаху та Вайті були побудовані у 1858 році. Рейнська поромна переправа була замінена мостом у 1872 році. Автомагістраль A13 з'явилася у 1967 році.
Доісторичні поселення та місця жертвоприношень у Гречінс-Герренфельд та Охсенберг, а також руїни середньовічного замку, що знаходяться неподалік, та будинок радників Вальзер Ратхаус (Walser Rathaus) на Пальфріс занесені до списку пам'яток швейцарської спадщини національного значення.
Села Ацмоос й Обершан, а також селища Фонтнас і Гречінс внесені до реєстру об'єктів швейцарської спадщини.